# Игнатов, Роман Геннадьевич
Роман Геннадьевич Игнатов (11 июня 1973, Выборг, Ленинградская область, РСФСР, СССР) — советский и российский футболист, полузащитник, защитник.

## Биография
Воспитанник выборгского спортклуба «Фаворит».
В 1990 году был приглашён главным тренером Вячеславом Булавиным в ленинградский «Зенит», выступавший в первой лиге. Провёл в команде 4 сезона, сыграл 12 матчей в высшей лиге в первом чемпионате России. В 1994 году сыграл 6 матчей за дубль «Зенита» в третьей лиге, но после того, как команда снялась с соревнований, перешёл в выступавший в той же 4 зоне клуб «Прометей-Динамо». В следующем сезоне провёл за команду 11 матчей.
В 1995 играл за китайский клуб «Бэйцзин Гоань».
В 1997 уехал в Финляндию, где играл за команды низших дивизионов ВТП (фин. Varkauden Työväen Palloilijat, 1997) и ФК «Куусанкоски» (1999—2004).
В 2024 году стал главным тренером выступающего в чемпионате Ленинградской области «Фаворита» из Выборга.